# Foley (Alabama)
Foley è una città dell'Alabama, situata nella Contea di Baldwin. La popolazione al censimento del 2000 era di 7.590 abitanti.

## Città e paesi vicini
- Elberta
- Summerdale
- Bon Secour
- Gulf Shores
- Robertsdale
- Silverhill
- Orange Beach
- Loxley
- Point Clear
- Pensacola (Florida)
- Mobile

## Geografia fisica
Foley è situata a 30°24'20.138" N, 87°40'53.432" O. L'U.S. Census Bureau certifica che la città occupa un'area totale di 37,00 km², interamente composti da terra.

## Società

### Evoluzione demografica
Al censimento del 2000, risultano 7.590 abitanti, 3.126 nuclei familiari e 2.106 famiglie residenti in città. La densità della popolazione è di 205,20 ab./km². Ci sono 3.468 alloggi con una densità di 93,80/km². La composizione etnica della città è 74,49% bianchi, 21,86% neri o afroamericani, 0,59% nativi americani, 0,55% asiatici, 0,04 isolani del Pacifico, 1,32 di altre razze, e 1,15% meticci. Il 4,64% della popolazione è ispanica.
Dei 3.126 nuclei familiari, il 27,30% ha figli di età inferiore ai 18 anni che vivono in casa, il 48,40% sono coppie sposate che vivono assieme, il 15,70% è composto da donne con marito assente, e il 32,60% sono non-famiglie. Il 28,20% di tutti i nuclei familiari è composto da singoli e il 14,00% da singoli con più di 65 anni di età. La dimensione media di un nucleo familiare è di 2,35 mentre la dimensione media di una famiglia è di 2,85.
La suddivisione della popolazione per fasce d'età è la seguente: 23,10% sotto i 18 anni, 8,30% dai 18 ai 24, 25,90% dai 25 ai 44, 20,90% dai 45 ai 64, e 21,70% oltre i 65 anni. L'età media è 40 anni. Per ogni 100 donne ci sono 84,60 uomini. Per ogni 100 donne sopra i 18 anni ci sono 79,70 uomini.
Il reddito medio di un nucleo familiare è di 31.596$, mentre per le famiglie è di 38.427$. Gli uomini hanno un reddito medio di 28.523$ contro i 20.660$ delle donne. Il reddito pro capite della città è di 19.364$. L'11,50% della popolazione e il 7,10% delle famiglie è sotto la soglia di povertà. Sul totale della popolazione, il 13,40% dei minori di 18 anni e il 12,00% di chi ha più di 65 anni vive sotto la soglia di povertà.